# Jean-Philippe Ruggia

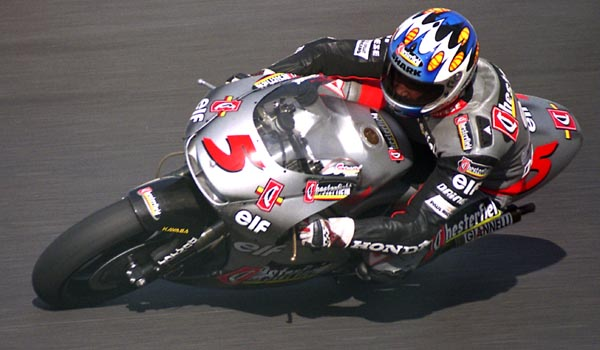
Ruggia vid Japans GP 1996.

Jean-Phillipe Ruggia, född 1 oktober 1965 i Toulon, är en fransk tidigare roadracingförare. Han deltog i roadracingens Grand Prix från Roadracing-VM 1987 till Roadracing-VM 1998. Ruggia körde i huvudsakligen i 250GP, men även ett par säsonger i 500GP. Han vann tre Grand Prix i 250-klassen åren 1993-1994. I VM-sammandraget hörde han vanligen till de tio främsta, med femteplatsen 1995 som bästa resultat. I 500-klassen blev hans bästa resultat i ett Grand Prix andraplatsen i Belgien 1990.